# Alfa Romeo (imbarcazione)
Alfa Romeo è il nome di tre barche a vela di proprietà di Neville Crichton, distributore di vetture dell'omonima casa automobilistica in Australia e Nuova Zelanda. Nel 2003 Crichton è stato proclamato "Marinaio dell'anno" dallo Yachting New Zealand per i risultati sportivi ottenuti con la prima di queste imbarcazioni. Le tre barche a vela sono state sponsorizzate dall'Alfa Romeo, da cui il nome della serie. Progettate da Reichel/Pugh, sono state costruite dalla McConaghy Boats.

## L'Alfa Romeo I
Alfa Romeo I è il nome della prima di questa serie di imbarcazioni. È stata una barca a vela a chiglia fissa di circa 27,43 m fuori tutto. L'albero e lo scafo erano realizzati in fibra di carbonio, mentre la deriva aveva un bulbo fisso.
Varata nel 2002, ha conquistato la sua  vittoria più importante già nell'anno del debutto giungendo al primo posto nella Sydney-Hobart. Altre affermazioni degne di nota sono state le vittorie alla Giraglia Rolex Cup ed alla Rolex Fastnet nel 2003. Nel complesso, l'Alfa Romeo I ha conquistato 74 regate. Nel 2000 l'imbarcazione è stata rinominata Shockwave, mentre in seguito ha cambiato nome in Rambler.

## L'Alfa Romeo II
L'Alfa Romeo II, più tardi rinominata Esimit Europa 2, è stata la più grande delle tre barche omonime dato che aveva una lunghezza fuori tutto di 30,4 m. Come l'imbarcazione precedente, aveva l'albero e lo scafo realizzati in fibra di carbonio, con il primo che era alto 44 m.
Commissionata nel 2005, questa barca a vela nel 2009 ha infranto il record di traversata per monoscafi relativo alla regata Transpacific Yacht Race, compiendo l'attraversamento in 5 giorni, 14 ore, 36 minuti e 20 secondi. Sempre nel 2009, l'Alfa Romeo II ha conquistato la Sydney-Hobart.

## L'Alfa Romeo III
A metà del 2008 è stata invece varata la terza ed ultima imbarcazione della serie, l'Alfa Romeo III. Tale natante misurava 21,4 m fuori tutto e lo stile dei suoi interni si ispirava a quello di un modello Alfa Romeo, l'8C Competizione.